# Кјезина Уцанезе
Кјезина Уцанезе (итал. Chiesina Uzzanese) је насеље у Италији у округу Пистоја, региону Тоскана.
Према процени из 2011. у насељу је живело 2186 становника. Насеље се налази на надморској висини од 22 м.

## Становништво
| 1936. | 1951. | 1961. | 1971. | 1981. | 1991. | 2001. | 2011. |
| ----- | ----- | ----- | ----- | ----- | ----- | ----- | ----- |
| 3.314 | 3.240 | 3.257 | 3.755 | 3.945 | 3.934 | 3.983 | 4.479 |